# فريا ديفيز
فريا ديفيز (بالإنجليزية: Freya Davies)‏ (مواليد 27 أكتوبر 1995) هي لاعبة كريكت بريطانية، تشارك مع منتخب إنجلترا منذ عام 2019.

## وصلات خارجية
- فريا ديفيز على موقع إي آس بي آن كريك إنفو (الإنجليزية)